# NGC 2401
NGC 2401 is een open sterrenhoop in het sterrenbeeld Achtersteven. Het hemelobject werd op 8 maart 1793 ontdekt door de Duits-Britse astronoom William Herschel.

## Synoniemen
- OCL 588